# كلاسيكو تونس
كلاسيكو تونس هي مباريات كرة قدم بين أقطاب كرة القدم التونسية في الرابطة التونسية المحترفة الأولى لكرة القدم و كأس تونس وأيضا تكون هنالك مقابلات في دوري أبطال أفريقيا و كأس الكونفيدرالية الأفريقية و البطولة العربية للأندية و يكون هيكل المباريات كالتالي:
- الترجي الرياضي التونسي ضد النجم الرياضي الساحلي
- النادي الإفريقي ضد النجم الرياضي الساحلي
- النادي الإفريقي ضد النادي الرياضي الصفاقسي
- النجم الرياضي الساحلي ضد النادي الرياضي الصفاقسي
- الترجي الرياضي التونسي ضد النادي الرياضي الصفاقسي
- أما بالنسبة للمباراة التي تجمع الترجي الرياضي التونسي ضد النادي الإفريقي فهي مباراة ديربي تونس العاصمة.

## الفرق المتنافسة
الترجي الرياضي التونسي هو أقدم نادٍ رياضي متعدد الاختصاصات ينشط في تونس وأكثرها تتويجا محليا في رياضتي كرة القدم وكرة اليد. يضم النادي عدة اختصاصات أخرى هي: الكرة الطائرة، كرة السلة، الملاكمة، المصارعة، الجيدو، السباحة. ويعد فريق كرة القدم للنادي من المتراهنين التقليديين على لقب البطولة صحبة النادي الإفريقي والنجم الرياضي الساحلي والنادي الرياضي الصفاقسي، وتكون مقابلات الدربي التي تجمعه بالنادي الإفريقي ذات نكهة خاصة، ومنذ الاستقلال (1956) فاز الترجي على النادي الإفريقي ب 49 مقابلة مقابل 30 للنادي الإفريقي. فاز فريق كرة القدم بالبطولة 27 مرة، وبالكأس 16 مرة وبالثنائي 4 مرات، آخرها خلال عام 2011 وهو أول ثنائي  بعد الثورة، وبذلك يكون الترجي صاحب أكبر عدد من البطولات وكذلك أكبر عدد من الكؤوس في تونس. عرف الفريق قاريا فترته الذهبية في التسعينات بفوزه ب3 ألقاب مختلفة إضافة لكأس السوبر والكأس الأفروآسياوية، كما أحرز لقب رابطة الأبطال الأفريقية مرتين مع وصوله إلى النهائي 6 مرات. وللترجي أرقام قياسية عدة منها أن غريمه التقليدي (النادي الإفريقي) عجز عن الانتصار عليه مدة 10 سنوات متتالية في كل البطولات. أما فريق كرة اليد، فقد فاز بالبطولة 30 مرة، منها 15 مرة بصفة متوالية بين 1971 و 1985، كما فاز بالكأس 25 مرة منها 16 مرة بالثنائي.
النادي الإفريقي (أو الأفريقي) أسس سنة 1920 مقره باب الجديد في قلب العاصمة التونسية. يعد فريق كرة القدم للنادي أحد المتراهنين التقليديين على لقب البطولة إلى جانب منافسيه النادي الرياضي الصفاقسي والنجم الرياضي الساحلي والترجي الرياضي التونسي ويدربه حاليا بارتران مارشان. توج الفريق بإثنتا عشر كأسا و ثلاثة عشر بطولة وثلاثة كؤوس سوبر. يضم النادي عدة اختصاصات أخرى أهمها: كرة اليد، كرة السلة، السباحة، كرة الماء. النادي الإفريقي أيضا هو أول فريق تونسي يتحصل على كأس إفريقيا للأندية البطلة في بداية التسعينات سنة 1991 كما فاز بالكأس الأفروآسيوية للأندية سنة 1992 والبطولة العربية للأندية الفائزة بالكؤوس سنة 1995 ودوري أبطال العرب سنة 1997 وكأس شمال أفريقيا للأندية البطلة في مناسبتين سنة 2008 و 2010 والكأس المغاربية للأندية البطلة في ثلاث مناسبات سنة 1974 و 1975 و 1976 والكأس المغاربية للأندية الفائزة بالكؤوس سنة1971. حقق الفريق إنجازا باهرا في موسم 1991-1992 عندما فاز بالبطولة والكأس و كأس أفريقيا للأندية البطلة لكرة القدم والكأس الأفروآسيوية للأندية محققا بذلك الرباعية التاريخية بقيادة الروماني بلاتشي . أبرز اللاعبين الذين مرّوا على فريق كرة القدم من التونسيين منير القبائلي - محمد صالح الجديدي - الطاهر الشايبي - الصادق ساسي- مختار النايلي - كمال الشبلي - سامي النصري - فوزي الرويسي - سمير السليمي - عادل السليمي - ومن الأجانب فوضيل مغاريا -جزائري - عبد الجليل حدة (كماتشو) مغربي و التوغولي سالو تاجو.

### النجم الرياضي الساحلي
النجم الرياضي الساحلي هو نادٍ رياضي تونسي من مدينة سوسة تأسس عام 1925. يتخصص النادي في الرياضات التالية: كرة القدم، كرة السلة، كرة اليد، الكرة الطائرة، المصارعة، الجمباز، والجودو. ملعب الفريق هو الملعب الأولمبي بسوسة وسعته 25000 متفرج. يرأس الفريق رضا شرف الدين.
| جزء من مقالات |
| كلاسيكو تونس |
| --- |
| - النادي الإفريقي ضد النجم الساحلي - النادي الإفريقي ضد النادي الصفاقسي - الترجي الرياضي ضد النجم الساحلي - الترجي الرياضي ضد النادي الصفاقسي - النجم الساحلي ضد النادي الصفاقسي |

### النادي الرياضي الصفاقسي
النادي الرياضي الصفاقسي (بالفرنسية:Club Sportive Sfaxian) هو ناد رياضي تونسيّ تأسس سنة 1928. يعتبر أكبر الأندية الرياضية لمدينة صفاقس وأكثرها شعبية على الإطلاق. يعد فريق كرة القدم للنادي من المتراهنين التقليديين على لقب البطولة صحبة النادي الإفريقي والنجم الرياضي الساحلي والترجي الرياضي التونسي. في سنة 2015، احتل الفريق المركز الـ96 في الترتيب العالمي للأندية.

## الترجي الرياضي التونسي - النجم الرياضي الساحلي
البطولة التونسية
- مقابلات : 123
- فوز الترجي : 46
- فوز النجم الساحلي : 40
- تعادلات : 37

كأس تونس
- مقابلات : 24
- فوز الترجي : 10
- فوز النجم الساحلي : 11
- تعادلات : 3

دوري أبطال أفريقيا
- مقابلات : 4
- فوز الترجي : 2
- فوز النجم الساحلي : 0
- تعادلات : 2

كأس الكونفيدرالية الأفريقية
- مقابلات : 6
- فوز الترجي : 0
- فوز النجم الساحلي : 5
- تعادلات : 1

## النادي الإفريقي - النجم الرياضي الساحلي
| البطولة التونسية - مقابلات : 128 - فوز النادي الإفريقي : 43 - فوز النجم الساحلي : 39 - تعادلات : 38 - سجل النادي الإفريقي : 124 - سجل النجم الساحلي : 115 | كأس تونس - مقابلات : 20 - فوز النادي الإفريقي : 8 - فوز النجم الساحلي : 10 - تعادلات : 2 - سجل النادي الإفريقي : 16 - سجل النجم الساحلي : 17 | كأس السوبر التونسي - مقابلات : 1 - فوز النادي الإفريقي : 0 - فوز النجم الساحلي : 1 - تعادلات : 0 | البطولة العربية للأندية الفائزة بالكؤوس - مقابلات : 1 - فوز النادي الإفريقي: 1 - فوز النجم الساحلي : 0 - تعادلات : 0 |

## النادي الإفريقي - النادي الرياضي الصفاقسي
- مقابلات : 125
- فوز النادي الإفريقي : 53
- فوز النادي الصفاقسي : 26
- تعادلات : 46
- سجل النادي الإفريقي : 156
- سجل النادي الصفاقسي : 104

كأس تونس
- مقابلات : 6
- فوز النادي الإفريقي : 5
- فوز النادي الصفاقسي : 1
- تعادلات : 0
- سجل النادي الإفريقي : 8
- سجل النادي الصفاقسي : 8

دوري أبطال العرب
- مقابلات : 1
- فوز النادي الإفريقي : 1
- فوز النادي الصفاقسي : 0
- تعادلات : 0
- سجل النادي الإفريقي : 2
- سجل النادي الصفاقسي : 2

## الترجي الرياضي التونسي - النادي الرياضي الصفاقسي
البطولة التونسية
- مقابلات : 127
- فوز الترجي : 59
- فوز النادي الصفاقسي : 27
- تعادلات : 41

- كأس تونس

- مقابلات : 21
- فوز الترجي : 8
- فوز النادي الصفاقسي : 13
- تعادلات : 0

- دوري أبطال أفريقيا

- مقابلات : 2
- فوز الترجي : 1
- فوز النادي الصفاقسي : 1
- تعادلات : 0

- كأس الكونفيدرالية الأفريقية

- مقابلات : 0
- فوز الترجي : 0
- فوز النادي الصفاقسي : 0
- تعادلات : 0